# Sternberg
Sternberg ist eine Landstadt im Landkreis Ludwigslust-Parchim in Mecklenburg-Vorpommern (Deutschland). Sie ist Verwaltungssitz des Amtes Sternberger Seenlandschaft und ein Grundzentrum.

## Geografie

### Geografische Lage
Sternberg liegt innerhalb des Städtedreiecks Schwerin–Wismar–Güstrow im Naturpark Sternberger Seenland inmitten der gleichnamigen Seenplatte.
Die Seenplatte entstand aus einem hügeligen Endmoränenzug am Großen Sternberger See, der von der Mildenitz durchflossen wird. Die größten Gewässer der seenreichen Umgebung sind Großer Sternberger See, Trenntsee, Groß Radener See, Luckower See, Wustrowsee und Oberer See. Die Anhöhen erreichen mit dem Wahrsberg im Süden des Stadtgebietes 66,6 m ü. NHN.

### Stadtgliederung
Zu Sternberg gehören folgende Ortsteile:
- Gägelow
- Groß Görnow
- Groß Raden
- Klein Görnow
- Neu Pastin
- Pastin
- Sagsdorf
- Sternberger Burg
- Zülow

## Geschichte

### Name
Der Name der Stadt soll auf eine slawische Burganlage zurückgehen. Die Sterne (mittelniederdeutsch: sterne; altslawisch: sterro) sollten Burg und Stadt Glück bringen. Aus Sterneberg (1256) wurde Sterneberghe (1265), Sterneberch (1409) und Sterneberghe (1409). Das älteste Stadtsiegel zeigt einen halben Stern.

### Archäologische Fundplätze

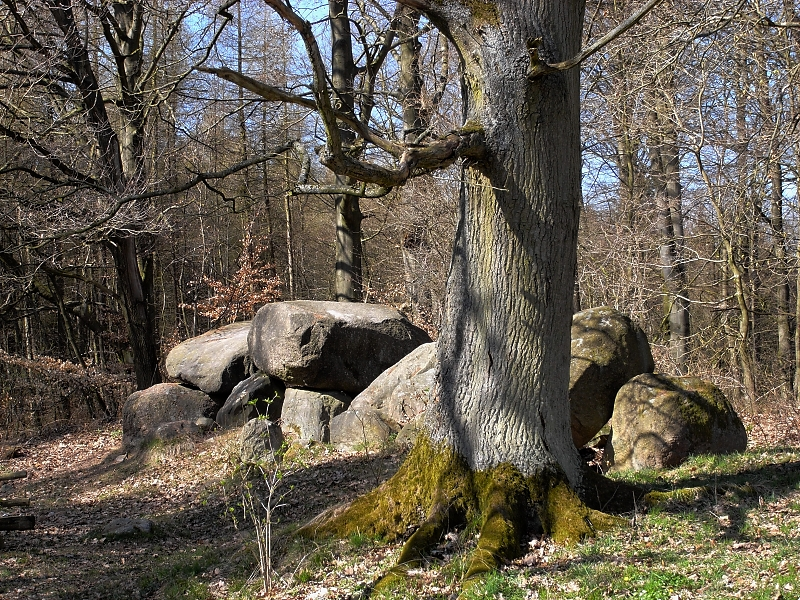
Hünengrab bei Klein Görnow

Im Stadtgebiet liegen die Großsteingräber Klein Görnow und Dabel 2, der Burgwall Sternberger Burg als altslawischer Fundplatz 13 und eine mittelslawische Wohngrube in der Straße am Mühlenkamp.

### Mittelalter

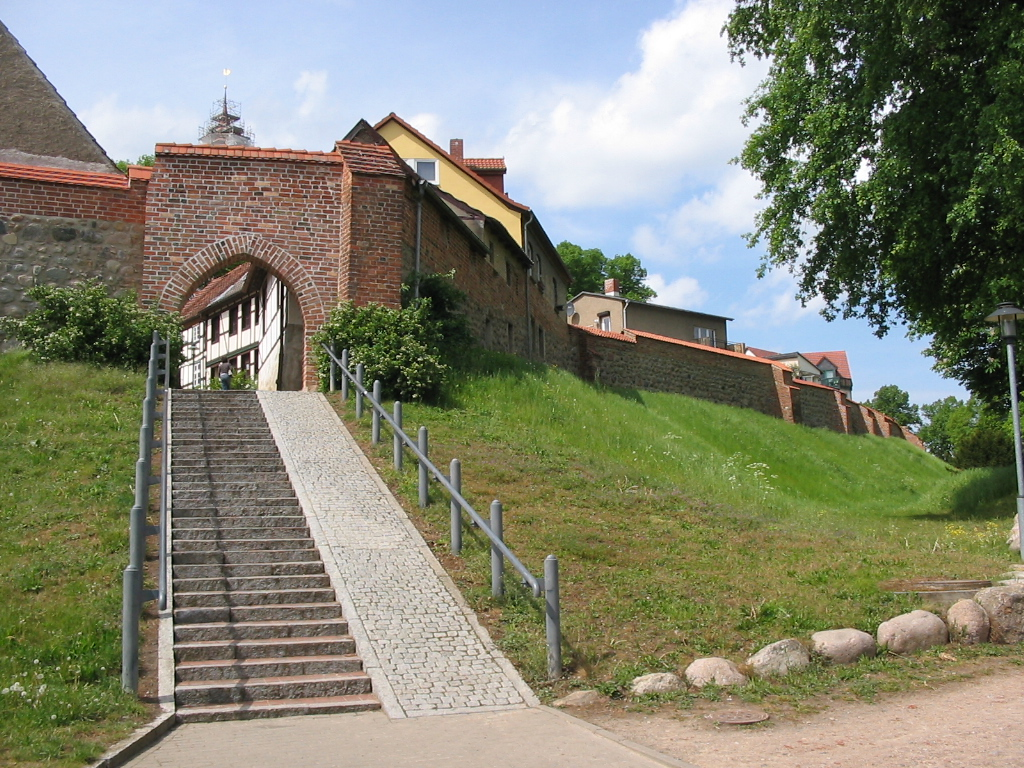
Stadtmauer mit Mühlentor

In der Nähe der heutigen Siedlung befand sich eine alte slawische Burganlage. In der Nähe dieser Burg wurde um 1230 bis 1250 der Ort Sterneberch planmäßig mit einem rasterartigen Straßennetz in einem leicht elliptischen Grundriss angelegt. 1248 verlieh Fürst Pribislaw I. von der Linie Parchim-Richenberg der Siedlung Sternberg das Stadtrecht. 1260 wird sie als oppidum erwähnt. 1256 kam Sternberg zum Fürstentum Mecklenburg, wurde eine Landstadt in Mecklenburg und war als solche bis 1918 als Teil der Städte des Mecklenburgischen Kreises auf Landtagen vertreten. 1288 wurde das Heilig-Geist-Hospital erwähnt, welches 1659 abbrannte. Um 1300 wurde mit dem Bau der frühgotischen Kirche begonnen. Zur Jahreswende 1308/1309 ereignete sich ein großer Stadtbrand. 1322 wurde die Kirche durch den Turm ergänzt. 1310 wurde Sternberg zur Lieblingsresidenz des Fürsten Heinrich II. (des Löwen) von Mecklenburg. Dieser starb 1329 in seiner Sternberger Residenz, wurde jedoch im Doberaner Münster beigesetzt. Die Stadt hatte während seiner Regierung ihre Blütezeit. Seine Frau, Fürstin Agnes, die Sternberg als Wittum erhielt und sich Herrin von Sternberg nannte, wurde 1345 in der Sternberger Kirche beigesetzt. 1350 verpfändete Albrecht II. einem Nicolaus Kardorf und dessen Kindern die Vogtei über Stadt und Land Sternberg. 1352 teilten die Söhne Heinrich des Löwen das Land; Sternberg kam zu Mecklenburg-Stargard und war zeitweise Residenz von Herzog Johann I. 1366 wurde Sternberg nach einem Friedensschluss „Landfriedensort“. Um 1392 teilten Johannes’ Söhne nochmals das Stargarder Herzogtum, und Johann II. (Herr von Sternberg) wählte Sternberg zur Residenz der Länder Sternberg und Fürstenberg. Die Vogtei Sternberg mit dem Fürstenhof wurde 1425 an die Familie von Plessen verpfändet. 1450 grassierte die Pest im Ort. 1468 belagerte Herzog Heinrich IV. der Dicke die Stadt, die Stadt aber siegte. 1471 fiel die Stadt dann nach dem Tod des letzten Stargarder Herzogs doch an den Schweriner Herzog Heinrich den Dicken.

### Judenpogrom und Wallfahrtsort
Am 24. Oktober 1492 wurden nach einem öffentlich geführten Prozess 27 Juden aus ganz Mecklenburg, denen man Hostienfrevel unterstellt hatte, vor den Toren der Stadt verbrannt. Die übrigen 247 wurden des Landes verwiesen. Der Hügel, auf dem der Scheiterhaufen gestanden hat, wird noch heute Judenberg genannt.
Der Prozess wurde auf Veranlassung weltlicher und geistlicher Würdenträger nach kanonischem Recht geführt. Der Priester Peter Däne – Vikar an dem Altare Aller Heiligen in Sternberg – hatte die Juden angezeigt. Er behauptete, die Frau des Juden Eleasar habe ihm geschändete und blutbefleckte Hostien übergeben, die anschließend von ihm vergraben worden waren. Die anscheinend von Blut rot verfärbten Hostien wurden an der von ihm bezeichneten Stelle gefunden. Daraufhin wurden alle Mecklenburger Juden verhaftet, verhört und sofern sie mit dem angeblichen Hostienfrevel in Verbindung gebracht werden konnten, nach peinlicher Befragung angeklagt. In einem abschließenden Verhör gestand Peter Däne, dem Juden Eleasar selbst die Hostien beschafft zu haben. Er wurde nach Rostock gebracht, zum Feuertod verurteilt und dort 1493 auf dem Scheiterhaufen verbrannt. Die Urgicht, das durch Folter erpresste Geständnis der Juden und des Priesters Peter Däne, wurde als Inschrift in eine Brettertafel eingearbeitet. Die Tafel war im Sternberger Rathaussaal angebracht – dem Versammlungsraum des Mecklenburger Landtages – bis ein Feuer sie 1659 zerstörte.
Das Vermögen der Juden wurde von den Mecklenburger Herzögen eingezogen und sämtliche Schulden bei Juden für ungültig erklärt. Die jüdischen Gemeinden außerhalb Mecklenburgs drohten daraufhin Juden, die sich wieder in Mecklenburg niederlassen wollen würden, mit dem Bann. Als im 17. Jahrhundert erstmals die herzogliche Obrigkeit Juden wieder die Niederlassung in Mecklenburg erlaubte, verlor der Bann an Wirkung, denn viele deutsche Juden, denen die diversen Reichsstände in ihren Reichsterritorien den Status als Inländer mit unbefristetem Aufenthaltsrecht verwehrten, konnten – Bann hin oder her – einen in Mecklenburg gebotenen Status als Schutzjude – und sei er nur temporär für teuer Geld gewährt – nur um den Preis zurückweisen, nirgends einen Aufenthaltsrecht zu haben, was dann bedeutete familienlos als Mitglied des Personals in den Hausstand eines anderen Juden mit Status als Schutzjude einzutreten oder als helfendes, unverheiratetes Mitglied in der Familie eines Verwandten mit Status zu bleiben.
Die angeblich geschändeten Sternberger Hostien mit dem „Heiligen Blut“ und die Tischplatte, auf welcher der Hostienfrevel begangen worden sein soll, bewahrte man in der dafür an die Sternberger Stadtkirche angebauten Kapelle des Heiligen Blutes als Objekte religiöser Verehrung auf. Die Kapelle besuchten um 1500 jährlich tausende Pilger. Dadurch brachte die Wunderverehrung jedes Jahr die gewaltige Summe von 400 Gulden ein.
Noch 1492 wurden Druckschriften über den angeblichen Sternberger Hostienfrevel in Magdeburg, Köln und Lübeck herausgegeben. 1493 nahm der Nürnberger Hartmann Schedel die Ereignisse in seine weit verbreitete Weltchronik auf. Infolge von Reformation und Aufklärung änderte sich die Sicht auf die Vorgänge im spätmittelalterlichen Sternberg. Unter anderen veröffentlichten David Franck (1721), Georg Christian Friedrich Lisch (1845 und 1847), Fritz Backhaus (1988) und das Landesamt für Kultur und Denkmalpflege Mecklenburg-Vorpommern (2008) Publikationen zum Thema. Seit 2007 erinnert ein Mahnmal in der Kapelle des Heiligen Blutes an das „Stigma Sternbergs“.

### Landtage in Sternberg und Malchin

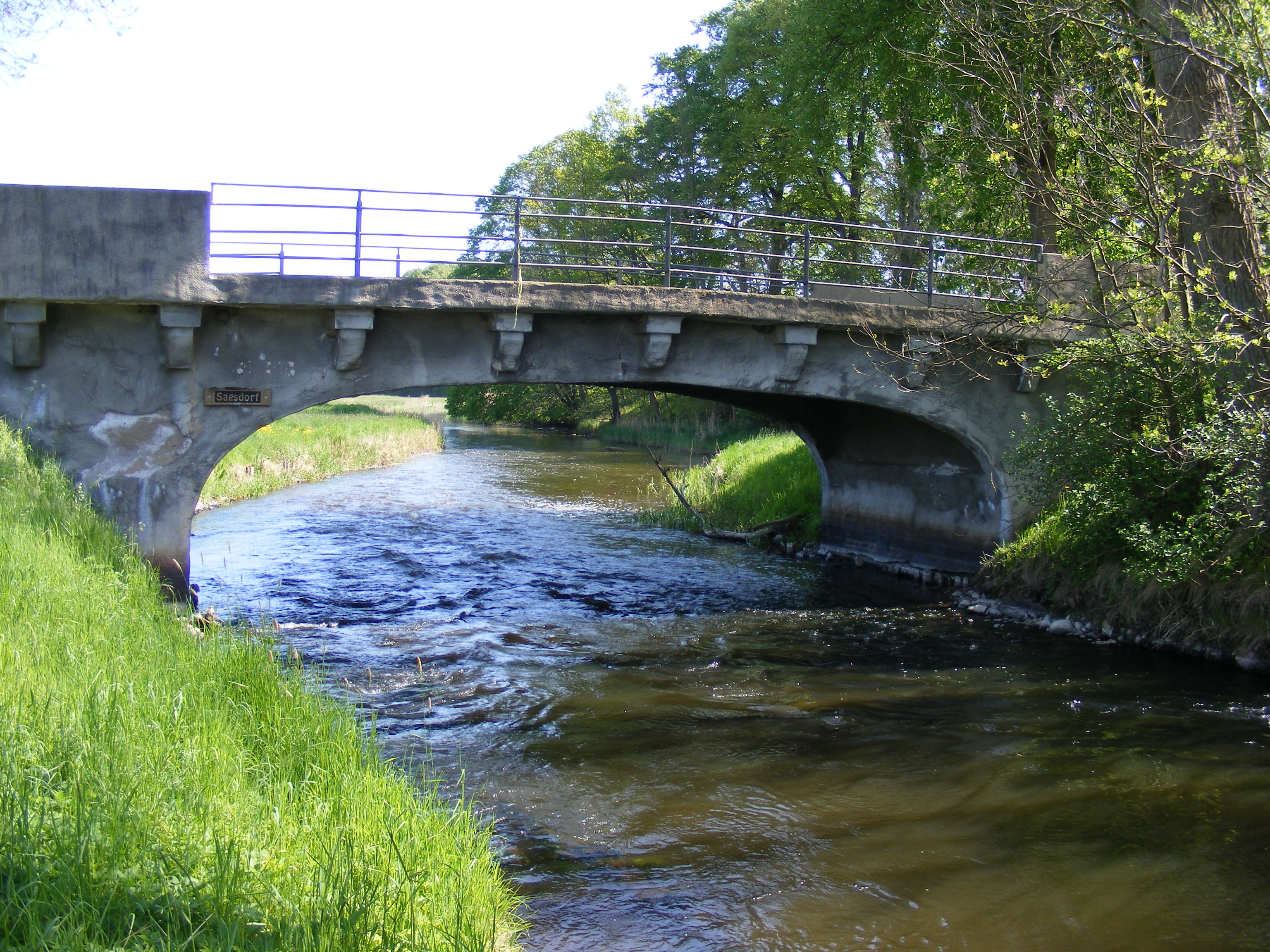
Sagsdorfer Brücke über die Warnow

Seit 1275 trafen sich an der Sagsdorfer Brücke bei Sternberg die mecklenburgischen Herrscher und die mecklenburgischen Stände, also Ritterschaft, Geistlichkeit und Bürgermeister, um über Steuern, Gesetze, Privilegien und Kriegszüge zu verhandeln. Ein außerordentlicher Landtag am 20. Juni 1549 beschloss dort die Einführung der Reformation in Mecklenburg. Mecklenburg wurde ein evangelisches Herzogtum. Ein 1932 errichteter Gedenkstein erinnert daran. Seine Aufschrift: Hier an der Sagsdorfer Brücke wurde die Reformation vom Ständischen Landtag in Mecklenburg eingeführt. Am 20. Juni 1549.
Nach 1549 fanden die Sternberger Landtage auf dem nahen Judenberg statt und wurden später in das Rathaus verlegt. Bis 1913 eröffnete man sie in der Stadtkirche.
1572 erfolgte die Verlegung des Landtages nach Sternberg. Am 4. Juli 1572 wurde der Landtag im Beisein des Herzogs Johann Albrecht und Herzog Ulrich auf dem Judenberg abgehalten.
Die Stadt musste dieses Privileg nach der Landesteilung Mecklenburgs von 1621 (Güstrower Reversalen und Erbvertrag) in die beiden Herzogtümer Mecklenburg-Schwerin und Mecklenburg-Güstrow mit Malchin teilen. Die Landtage des mecklenburgischen Ständestaats nach 1628 bis 1918 fanden so abwechselnd in Sternberg, also im Schwerinschen, und in Malchin, also im Güstrowschen, statt.
Nach dem Hamburger Vergleich wurde Mecklenburg in zwei beschränkt autonome (Teil-)Herzogtümer geteilt, ab 1815 (Teil-)Großherzogtümer Mecklenburg-Schwerin und Mecklenburg-Strelitz. Diese bildeten einen gemeinsamen Staat und unterstanden einem gemeinsamen Landtag. Der jährlich im Herbst einberufene Landtag tagte in den jeweiligen Rathäusern von Sternberg und Malchin. Bis zum Ersten Weltkrieg gehörte Sternberg zum Herzogtum (ab 1815 Großherzogtum) Mecklenburg-Schwerin.

### Dreißigjähriger Krieg bis 1918
1618 wurde die Sternberger Vogtei an die Familie von Grabow verpfändet. Ab 1622 tagte das Hof- und Landgericht im Rathaus von Sternberg. Während des Dreißigjährigen Krieges hielt Wallenstein 1628 einen Landtag in Sternberg ab und besetzten 1638 die kaiserlichen Truppen unter General Gallas die Stadt und nutzten sie einige Zeit als Hauptquartier. 1639 brach die Pest aus, die so stark wütete, dass die Stadt ein halbes Jahr nahezu verlassen war. Der verheerende Stadtbrand vom 23. April 1659 richtete großen Schaden an, nur eine Scheune blieb erhalten. Da für die Wiedererrichtung des ebenfalls abgebrannten Hof- und Landgerichts jetzt die nötigen Mittel fehlten, wurde dieses 1667 von Sternberg nach Parchim verlegt. 1675/76 blieb die Stadt auch nicht vom Krieg der Schweden gegen die Brandenburger verschont. Durch eine Seuche der Soldaten fand auch die Hälfte der Einwohner den Tod. Danach begann der Wiederaufbau der Stadt. Auch im Nordischen Krieg musste die Stadt durch schwedische und russische Truppen leiden.
In Hexenprozessen in Sternberg von 1572–1801 wurden 46 Verfahren durchgeführt mit 18 Hinrichtungen.
Nach der Reichsexekution von 1717 bis 1728 kämpften Sternberger Schützen 1733 erfolglos zusammen mit dem abgesetzten Herzog Karl Leopold gegen die Ritterschaft und Herzog Christian Ludwig II. Im Gegenzug besetzten kaiserliche Truppen die Stadt. 4052 Taler Kosten musste allein Sternberg für diesen Bürgerkrieg berappen. Von 1774 bis 1848 war Sternberg Sitz einer Superintendentur. 1790 verkaufte die Familie Pressentin ihr landtagsfähiges Rittergut, das 1830 eingemeindet wurde.
Zu Beginn des 19. Jahrhunderts waren wieder Juden in Sternberg ansässig. Sie richteten 1825 am Fuße des „Judenbergs“ ihren jüdischen Friedhof ein, der in der Zeit des Nationalsozialismus mehrmals geschändet und schließlich zerstört wurde.
1839 entstanden die Wallanlagen in der heutigen Form. Die Chaussee Schwerin–Sternberg–Güstrow wurde gebaut. Sternberg erhielt 1887 durch die 72 km lange Nebenlinie Wismar-Karow Anschluss an das Eisenbahnnetz und einen Bahnhof. 1855 hatte der Ort 2550 Einwohner. Ab 1865 verfügte der Ort über Straßenbeleuchtung mit Petroleum, und 1869 wurde die erste Telegraphenstation eingerichtet. Ein Postamt kam 1871, und 1888 wurde ein neues Reichspostgebäude am Markt errichtet. 1894 war Sternberg Gastgeber für das 18. Mecklenburger Sängerfest.
Sternberg verfügte über eine sechsklassige Bürgerschule sowie eine Volksschulklasse.
1895 erhielt die Stadt mit dem Technikum eine „Höhere Lehranstalt für Bauberufe“ mit einem Neubau von 1899. Die Burschenschaften Obodritia und Teutonia entstanden 1895, die Arminia 1903, die Normania 1920 und 1925 die Germania. 1902 wirkte hier Heinrich Tessenow als Dozent. Von 1915 bis 1918 war das Technikumgebäude Kriegslazarett. 1934 wurde das Technikum aufgelöst, und die Post nutzte ab 1935 das Gebäude als „Postschutzschule“. Dorthin sollten 1945 die Akten und Einrichtungen der „Oberpostdirektion Königsberg“ verbracht werden. Als die Lastwagen eintrafen, wurden sie von der Roten Armee empfangen.

### Neuere Geschichte

#### 1919 bis 1933
Nach 1918 gehörte Sternberg zum Freistaat Mecklenburg-Schwerin, dann ab 1934 zum Land Mecklenburg sowie bis 1933 zum Amt Wismar. 1933 wurde aus dem Amt Wismar der Kreis Wismar und ab 1939 der Landkreis Wismar.
1919 kam das bisherige Dominalamt Warin-Neukloster-Sternberg-Tempzin zum neugebildeten Kreis Wismar. 1922 entstand die Chaussee nach Demen, und die Stadtbibliothek richtete sich im Rathaus ein. An der Mildenitz bei Zülow ging 1924 ein Kraftwerk in Betrieb. 1929 wurde am Fischerteich ein neues Schulgebäude errichtet, nachdem das alte abgebrannt war. Auch wurde das Freibad Am Heidberg eröffnet.

#### Nationalsozialismus
1932 konnte die NSDAP erstmals unter Missachtung der Wahlgesetze ihren Kandidaten als Bürgermeister durchsetzen. Die Nazis lösten verschiedene Vereine auf oder gliederten sie in ihre NS-Organisationen ein. 1934 wurde das Technikum aufgelöst, und eine SS-Sportschule nutzte das Gebäude vorübergehend sowie ab 1935 eine Postschutzschule. 1937 öffnete am Sternberger See die Badeanstalt. 1940 war die Stadt „judenfrei“, die letzten beiden Juden mussten die Stadt verlassen. Ab 1939 waren Kriegsgefangene und Zwangsarbeiter teils mit SS-Bewachung in Peeschen und im Ort. 1943 wurden ausgebombte Hamburger untergebracht. Am 3. Mai 1945 wurde Sternberg kampflos an die Rote Armee übergeben, die Rathaus, Post, Amtsgericht und andere Häuser zusammen mit dem NKWD beschlagnahmte. Durch die Flüchtlinge erhöhte sich die Einwohnerzahl schlagartig auf 4480.

#### Ab 1945
Nach dem Zweiten Weltkrieg wurde 1952 das Land Mecklenburg und auch der Landkreis Wismar aufgelöst, und Sternberg wurde als Kreisstadt des gleichnamigen Kreises Sternberg (einer der kleinsten Kreise der DDR) dem Bezirk Schwerin zugeordnet. 1946 wurden im Zuge der Bodenreform die umliegenden großen Güter enteignet und an Neusiedler aufgeteilt. Verschiedene Unternehmer wurden ebenfalls enteignet. 1946 wurde das Hotel „Kaiserhof“ in „Sternberger Hof“ umbenannt und war danach Volkshaus und bis 1990 Sitz der Kreisleitung der SED. Bei den Wahlen 1949 stimmten noch 28,3 % der Bürger gegen die Kandidaten der Liste der Nationalen Front. Das Postschulgebäude wurde 1952 Sitz des Rates des Kreises. Die LPG „Sternberger Burg“, später „Freundschaft“ entstand. Die Kreisdienststelle des Ministeriums für Staatssicherheit bezog 1953 die Villa der alten Fassfabrik.
Bis 1963 wurden 215 neue Wohnungen, vor allem an der Leonhard-Frank-Straße, und 1978 ein Kreiskulturhaus (heute „Hotel & Restaurant DREIWASSER“) gebaut. Ab 1967 entstanden auf dem Finkenkamp 465 Wohnungen. Von 1945 bis 1989 wurden insgesamt 1055 Wohnungen errichtet.
1974 entstand am Luckower See ein Campingplatz für 1000 Urlauber. Die slawische Burg Groß Raden am Sternberger See wurde rekonstruiert und ist seit 1987 als archäologisches Freilichtmuseum der Öffentlichkeit zugänglich.
Nach der Wende von 1989/1990 – das Land Mecklenburg-Vorpommern entstand – wurde seit 1991 der historische Stadtkern im Rahmen der Städtebauförderung grundlegend saniert; das Stadtbild dieser gut erhaltenen Landstadt, mit seiner teilweise erhaltenen Stadtmauer Sternberg, hat sich stark verbessert. Weitere 325 Wohnungen entstanden von 1991 bis 1998. Nach der Auflösung des Kreises Sternberg 1994 kam die Stadt zum neugebildeten Landkreis Parchim. Seit der Kreisgebietsreform 2011 liegt sie im Landkreis Ludwigslust-Parchim.

### Eingemeindungen
Am 1. Januar 2000 wurde Pastin eingemeindet. Am 1. Januar 2003 folgte Groß Görnow.

## Bevölkerung
| Jahr | Einwohner |
| ---- | --------- |
| 1819 | 1852      |
| 1855 | 2550      |
| 1905 | 2735      |
| 1939 | 2743      |
| 1945 | 4480      |

| Jahr | Einwohner |
| ---- | --------- |
| 1990 | 5142      |
| 1995 | 4953      |
| 2000 | 5049      |
| 2005 | 4706      |
| 2010 | 4340      |
| 2015 | 4313      |
| 2020 | 4120      |

| Jahr | Einwohner |
| ---- | --------- |
| 2021 | 4031      |
| 2022 | 4023      |
| 2023 | 3943      |

Stand: 31. Dezember des jeweiligen Jahres

## Politik

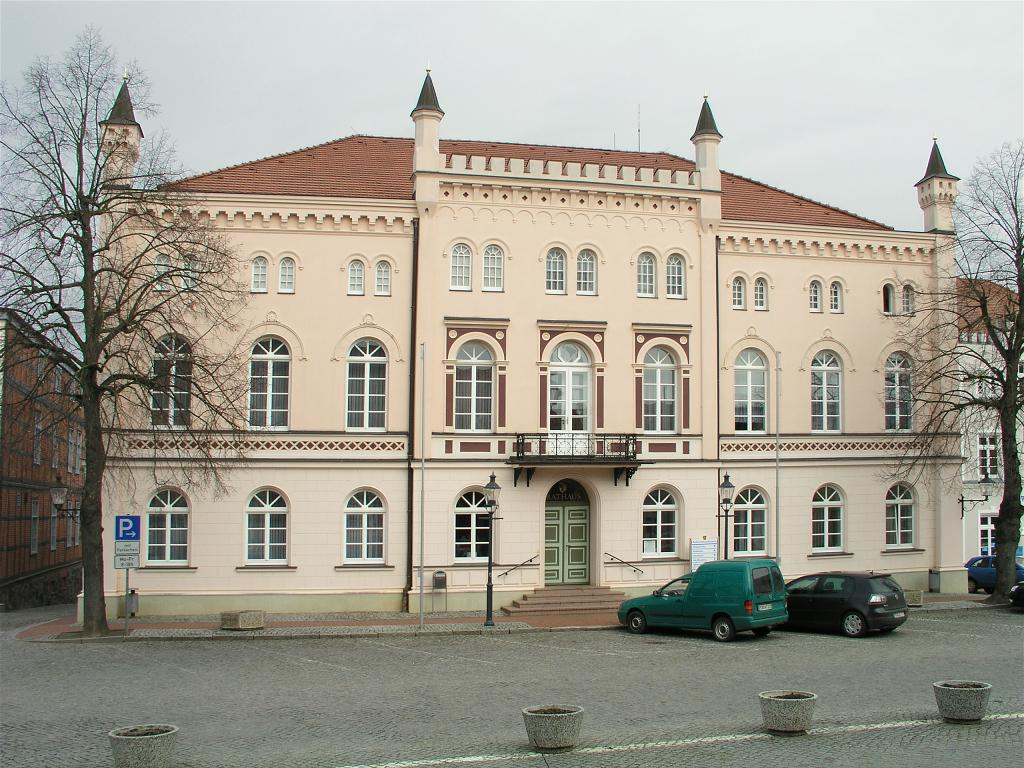
Rathaus mit der Fassade von 1850 (Foto 2007)

### Stadtvertretung
Die Stadtvertretung von Sternberg besteht aus 15 Mitgliedern. Die Kommunalwahl am 9. Juni 2024 führte bei einer Wahlbeteiligung von 61,0 % zu folgendem Ergebnis:
| Partei / Wählergruppe          | Stimmenanteil 2019 | Sitze 2019 |  | Stimmenanteil 2024 | Sitze 2024 |
| ------------------------------ | ------------------ | ---------- |  | ------------------ | ---------- |
| CDU                            | 44,4 %             | 7          |  | 35,8 %             | 5          |
| AfD                            | 08,2 %             | 1          |  | 22,5 %             | 3          |
| Wir für Sternberg (WfS)        | –                  | –          |  | 17,1 %             | 3          |
| SPD                            | 26,5 %             | 4          |  | 12,4 %             | 2          |
| Die Linke                      | 14,1 %             | 2          |  | 08,3 %             | 1          |
| Einzelbewerber Thomas Dolejs   | 06,8 %             | 1          |  | 02,7 %             | 1          |
| Einzelbewerber Andreas Göschel | –                  | –          |  | 01,2 %             | –          |
| Insgesamt                      | 100 %              | 15         |  | 100 %              | 15         |

### Bürgermeister
- 1990–2016: Jochen Quandt (CDU)
- 2016–2023: Armin Taubenheim (CDU)[30]
- seit 2023: Kathrin Haese (SPD)

Haese wurde bei der Bürgermeisterwahl am 19. Februar 2023 mit 51,1 % der gültigen Stimmen für eine Amtsdauer von sieben Jahren zur neuen Bürgermeisterin gewählt.

### Wappen
| Wappen der Stadt Sternberg | Blasonierung: „Gespalten; vorn in Gold ein halber hersehender, golden gekrönter schwarzer Stierkopf am Spalt mit geschlossenem Maul und schwarzen Hörnern; hinten in Rot ein halber achtstrahliger, facettierter goldener Stern am Spalt.“ |
| Wappen der Stadt Sternberg | Wappenbegründung: Ein nach dem Sekretsiegel der Stadt gestaltetes Wappen ist seit 1628 nachweisbar. In der jetzigen Form, die anstelle des mecklenburgischen Stierkopfes den aus dem ältesten Siegelbild in der vornehmeren rechten Schildhälfte zeigt, ist es im April 1858 festgelegt worden. Das Wappen deutet mit dem für die Parchim-Richenberger Linie des mecklenburgischen Fürstenhauses typischen Stierkopf auf den Herrn zu Parchim-Richenberg als Stadtgründer hin. Mit dem halben Stern wird der Stadtname bildlich dargestellt. Das Wappen wurde am 10. April 1858 von Großherzog Friedrich Franz II. von Mecklenburg-Schwerin festgelegt, 1995 neu gezeichnet und unter der Nr. 42 der Wappenrolle des Landes Mecklenburg-Vorpommern registriert. |

Historisches Wappen
| Wappen der Stadt Sternberg 1943–1945 | Blasonierung: „Gespalten; vorn in Gold ein halber hersehender, golden gekrönter schwarzer Stierkopf am Spalt mit aufgerissenem Maul, silbernen Zähnen, in sieben Spitzen abgerissenem Halsfell und schwarzen Hörnern; hinten in Rot ein halber achtstrahliger, facettierter goldener Stern am Spalt.“ |
| Wappen der Stadt Sternberg 1943–1945 | Wappenbegründung: Das Wappen verlor schon bald nach dem Ende des Zweiten Weltkrieges seine Gültigkeit. Das Wappen wurde von dem Berliner Prof. Hans Herbert Schweitzer gestaltet. Es wurde am 1. Oktober 1943 durch den Reichsstatthalter in Mecklenburg verliehen.                                   |

### Flagge

Flagge der Stadt Sternberg

Die Flagge wurde von dem Sternberger Gregor Carda gestaltet und am 5. März 1997 durch das Ministerium des Innern genehmigt.
Die Flagge ist gleichmäßig und quer zur Längsachse des Flaggentuchs von Rot und Gelb gestreift. In der Mitte des Flaggentuchs liegt, auf jeweils ein Viertel der Länge des roten und des gelben Streifens übergreifend, das Stadtwappen. Die Länge des Flaggentuchs verhält sich zur Höhe wie 5:3.

### Dienstsiegel
Das Dienstsiegel zeigt das Stadtwappen mit der Umschrift „STADT STERNBERG“.

### Partnerstadt
Seit 1990 besteht eine Städtepartnerschaft zu Lütjenburg in Schleswig-Holstein.

## Sehenswürdigkeiten
Die Baudenkmale der Gemeinde sind in der Liste der Baudenkmale in Sternberg aufgeführt.

### Kernstadt
- Historischer Stadtkern mit einem rasterförmigen Straßennetz, typisch sind die Fachwerkhäuser (z. B. Kütiner Straße 7 und Luckower Straße 25), die nach dem großen Brand von 1741 errichtet wurden. Verzierungen am Querbalken im ersten Geschoss bilden einen charakteristischen Schmuck. Der Marktplatz wurde 2009 erneuert.
- Stadtkirche St. Maria und St. Nikolaus, frühgotische fünfjochige Hallenkirche mit drei Schiffen, bestehend aus Backsteinen, Baubeginn am Ende des 13. Jahrhunderts. Mit dem quadratischen Westturm in der Breite des Mittelschiffes wurde 1322 begonnen. Der Turm wurde nach einem Brand von 1750 restauriert. An der Südwestseite kamen 1496 nach dem Judenpogrom von 1492 als Bereicherung zur Erinnerung und für Wallfahrtszwecke die Heiligenblut-Kapelle und eine Vorhalle hinzu. Im Inneren: großer Altar von 1747, kleiner Schnitzaltar in der Sakristei von ca. 1500, Kanzel aus dem 18. Jahrhundert, Grabstein und Epitaph von Plessen (um 1580), Walcker-Orgel, Fresko mit der Darstellung der Einführung der Reformation von 1549
- Rathaus, ursprünglich zweigeschossiger Fachwerkbau aus der Mitte des 18. Jahrhunderts, der 1850 die Marktfront mit seiner tudorgotischen Putzarchitektur erhielt und um 1994 grundsaniert wurde
- Stadtmauer Sternberg, welche die Stadt fast vollständig umgibt. Darunter befindet sich das Mühlentor, das die Reste eines größeren Stadttores darstellt. Es wurde 1629 während des Dreißigjährigen Krieges zerstört, 1839 teilweise wieder aufgebaut und 1998 umfassend saniert.
- Heimatmuseum Sternberg mit 14 Ausstellungsräumen zur Ur- und Frühgeschichte mit Sammlung von Exemplaren des „Sternberger Kuchens“
- Ehemalige Quartiere der Landtagskommissare Am Markt 4 und Kütiner Straße 8
- Ehrenmal für die Befreiung vom Faschismus von 1975 am Mecklenburgring, 1991 umgewidmet für die Opfer von Kriegen und Gewaltherrschaft
- Gedenkstein von 1958 am ehemaligen jüdischen Friedhof für die Toten der Gemeinde, seit 1992 als Gedenkstätte für den 1937 von den Nazis geschändeten Guten Ort

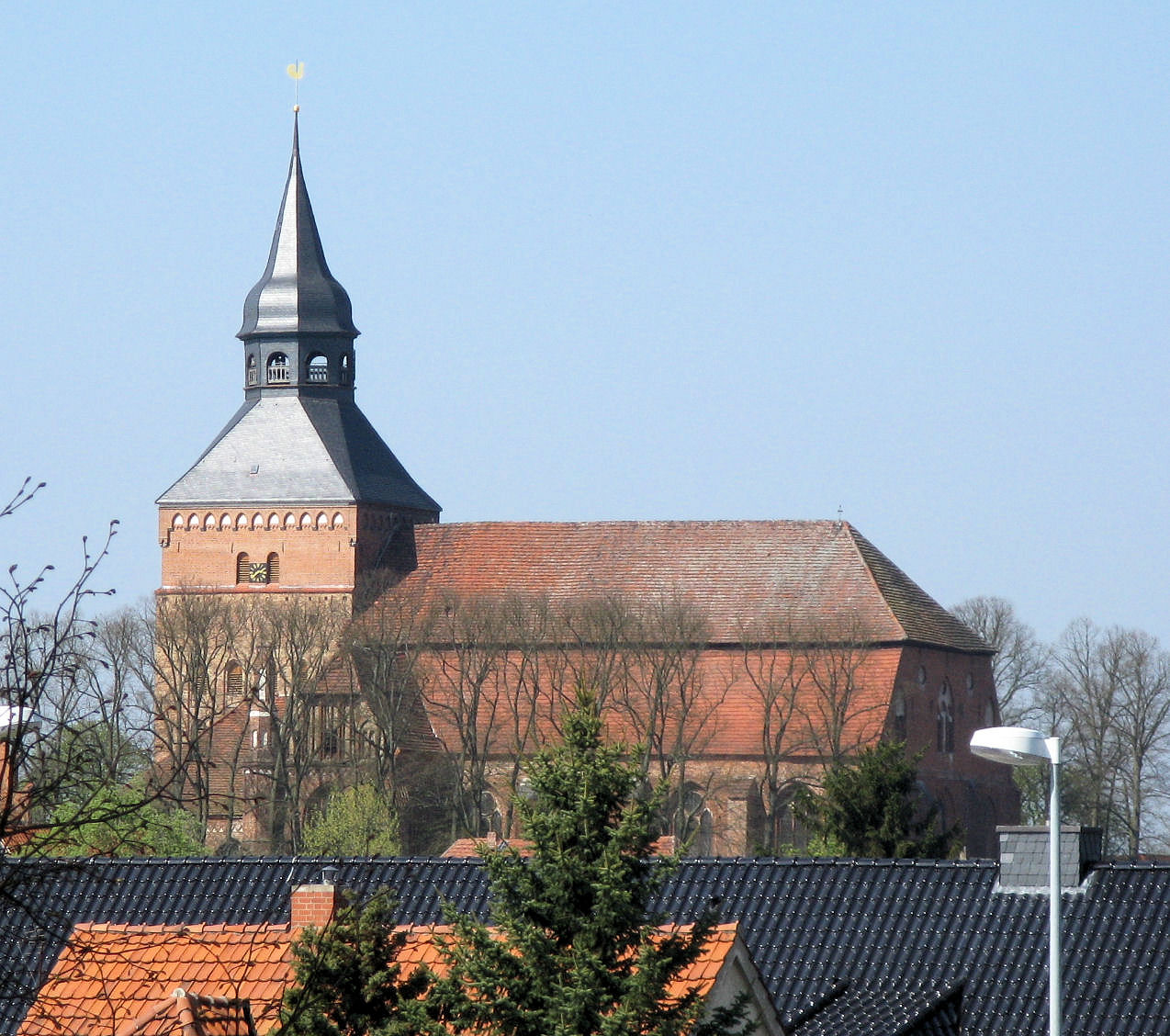
Stadtkirche Sternberg
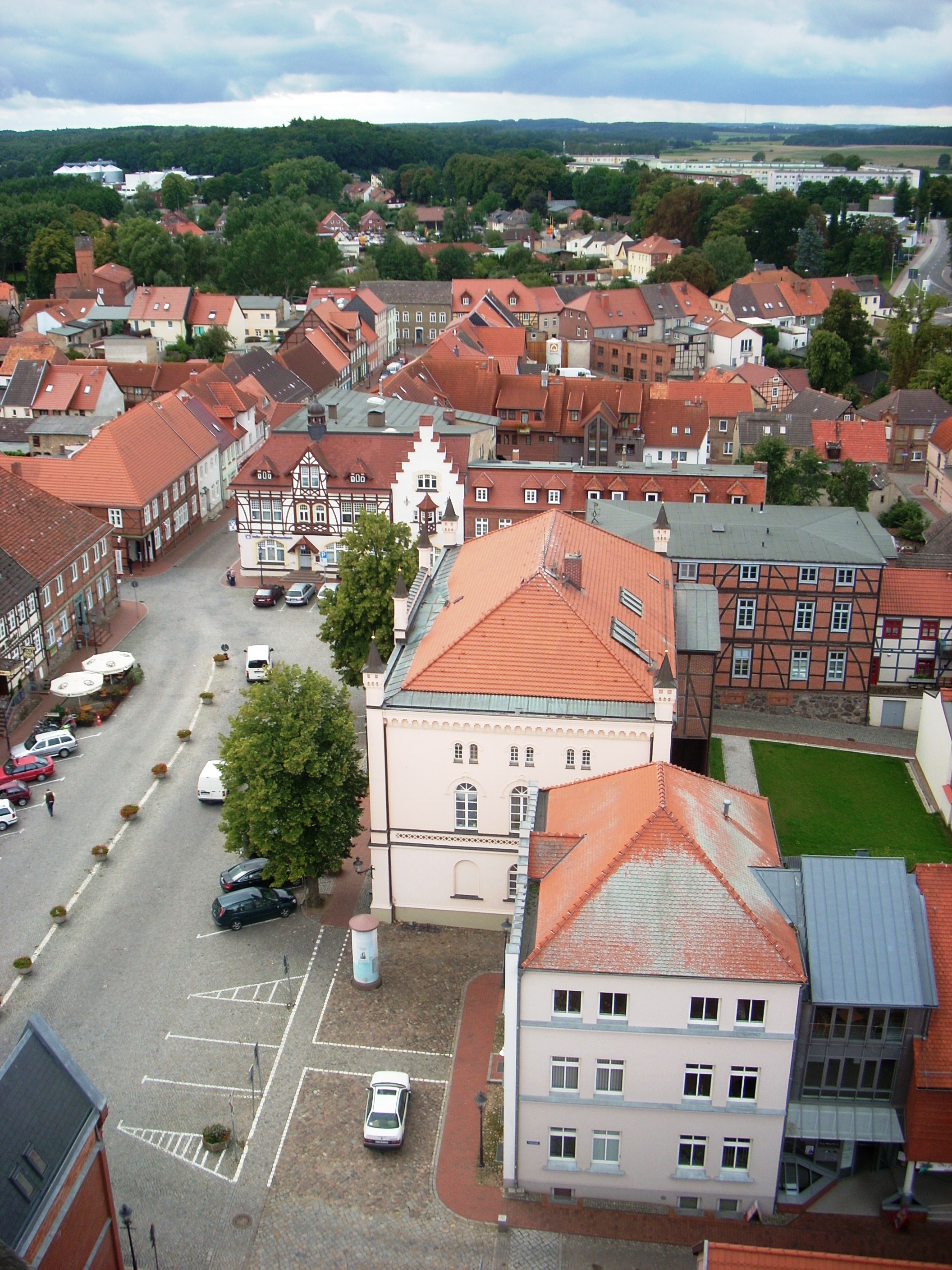
Blick auf den Markt
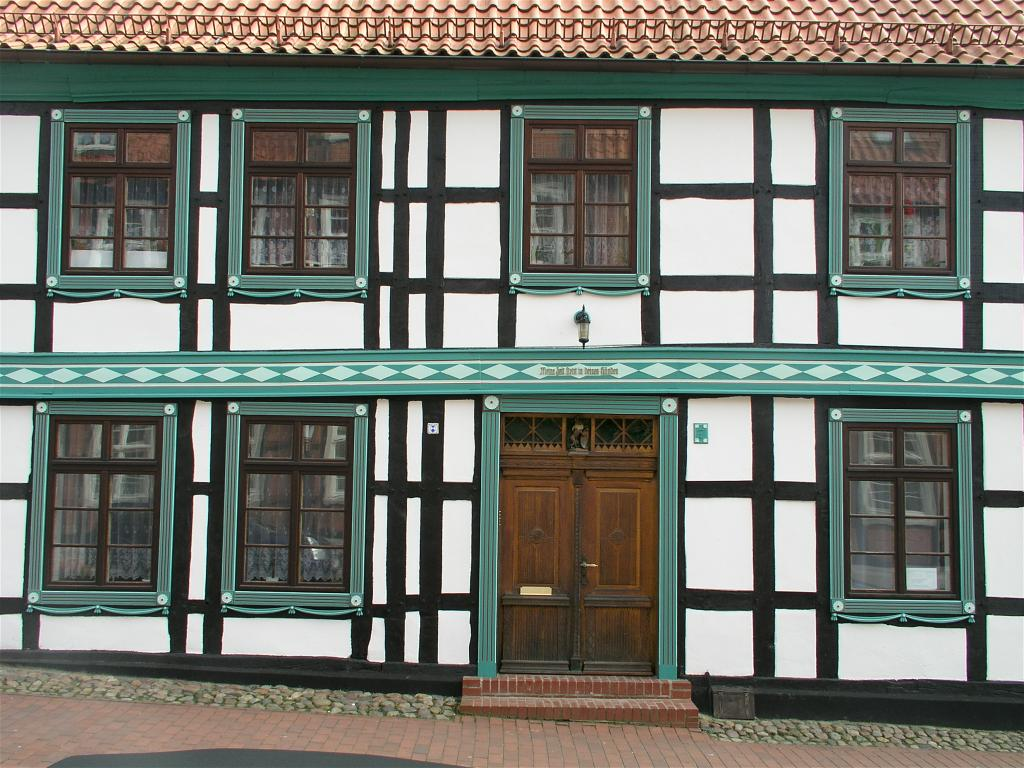
Fachwerkhaus mit Zierbalken Kütiner Straße 7
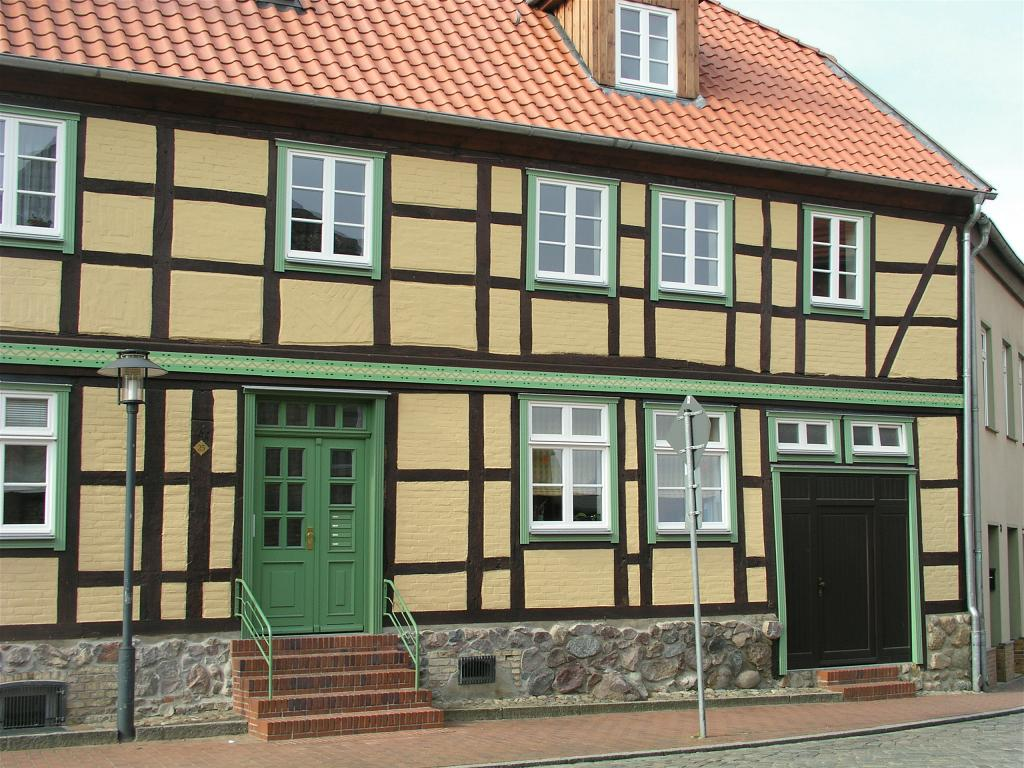
Fachwerkhaus mit Zierbalken Luckower Straße 25
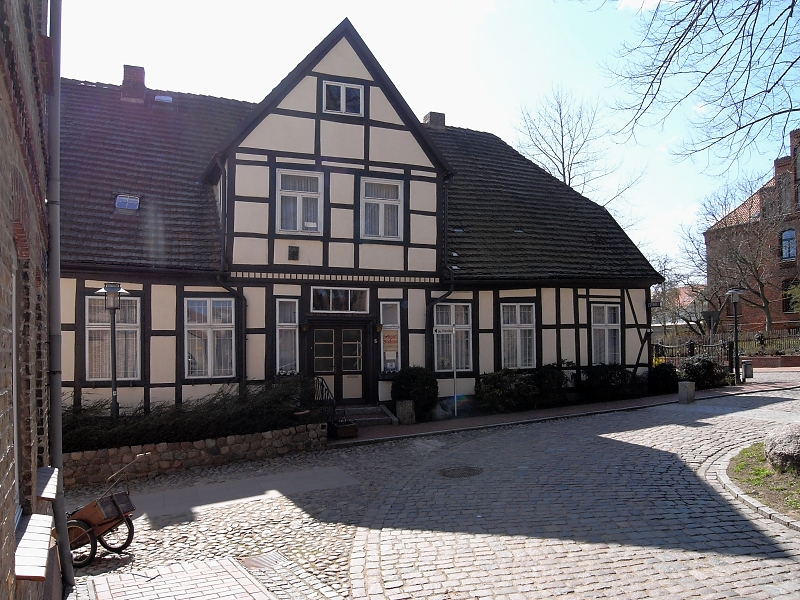
Heimatmuseum Mühlenstraße 8
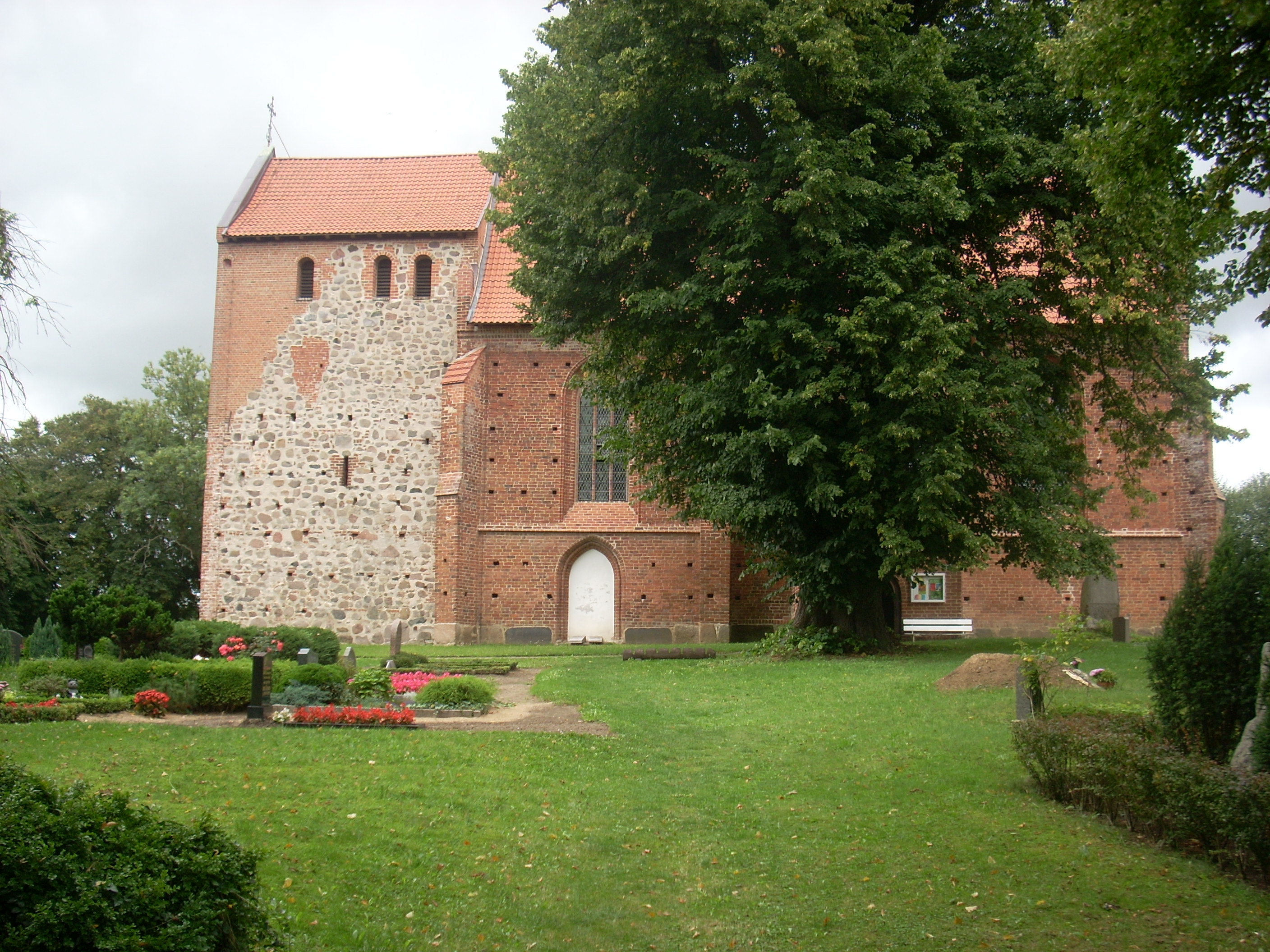
Dorfkirche Groß Raden
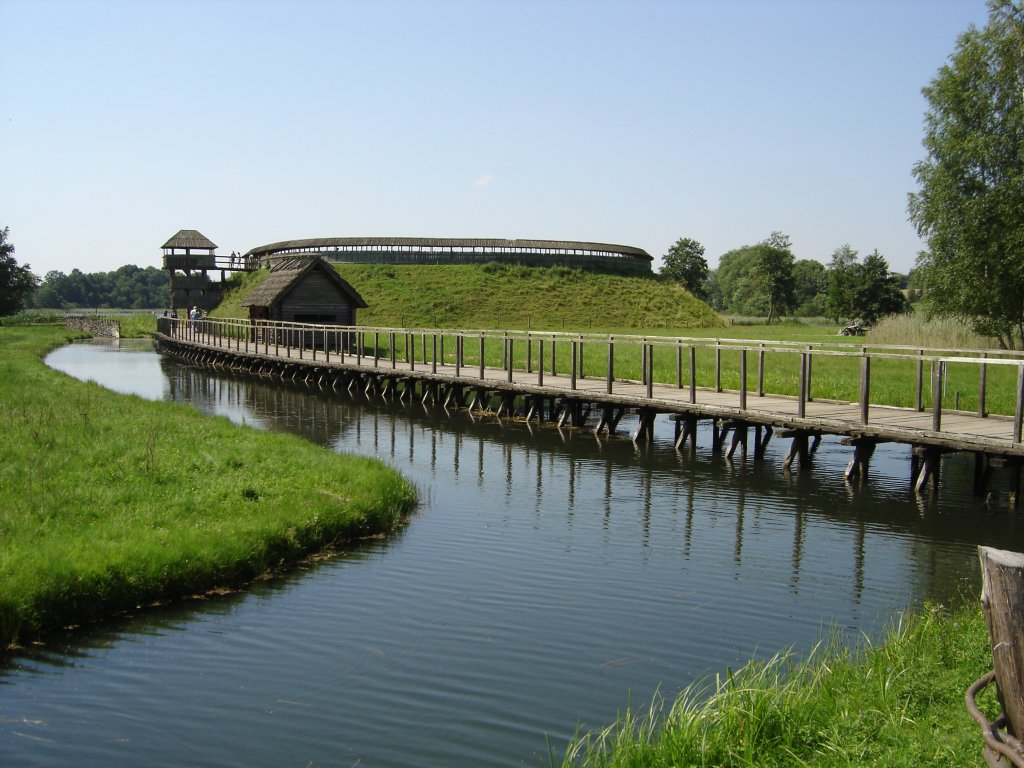
Archäologisches Freilichtmuseum Groß Raden

### Gesamtes Stadtgebiet
- Slawenburg in Groß Raden mit einem archäologischen Freilichtmuseum
- Dorfkirche Gägelow mit dem ältesten erhaltene Chorgestühl in Deutschland
- Dorfkirche Groß Raden
- Herrenhaus Zülow

- Wasserkraftwerk Zülow an der Mildenitz
- Hünengrab bei Klein Görnow
- Burgwall Groß Görnow
- Großer Sternberger See und Sternberger Seengebiet mit mehr als 90 weiteren Seen

- Oldtimermuseum Groß Raden, Auto- und Motorradmuseum

## Wirtschaft und Infrastruktur

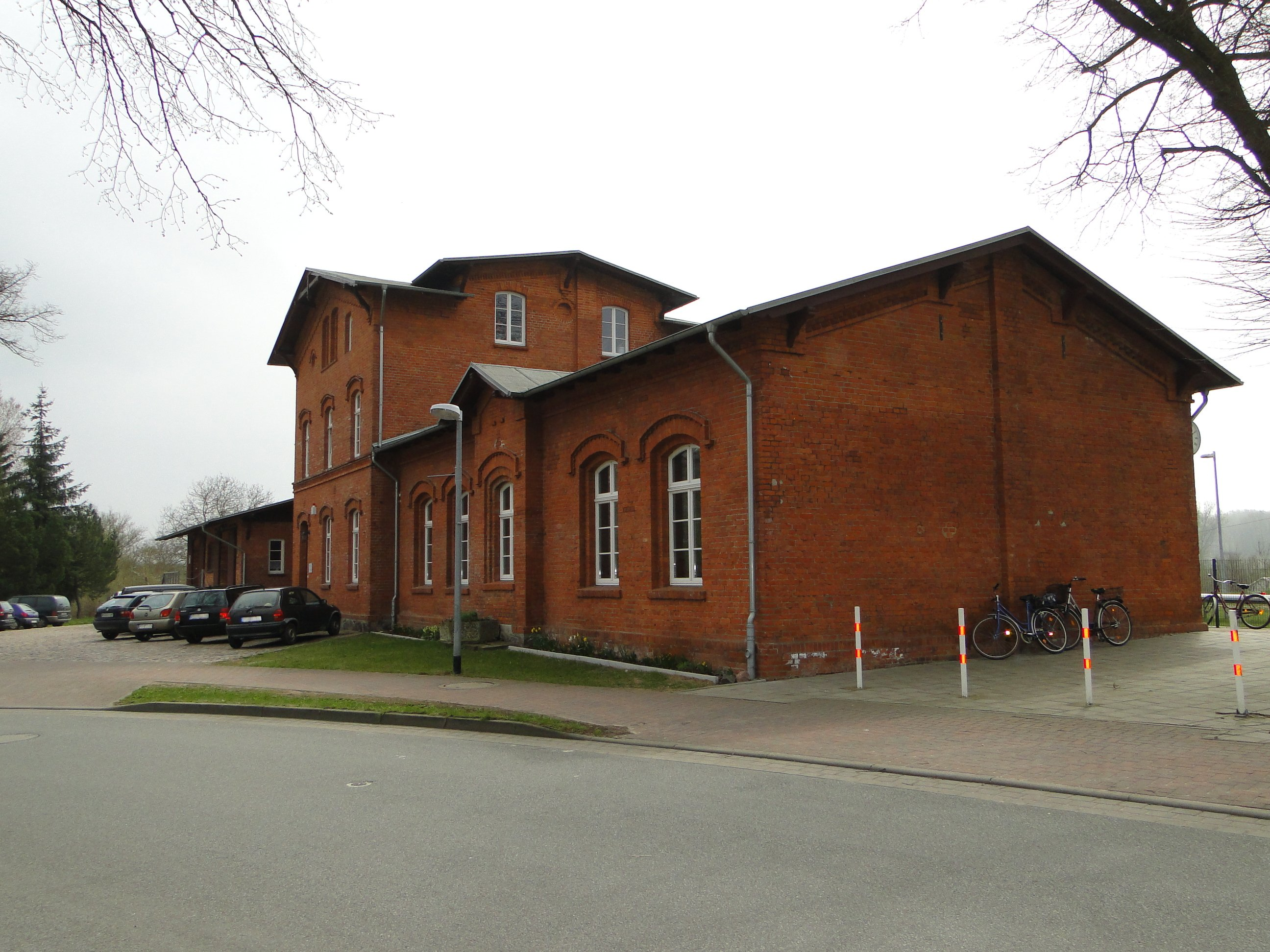
Bahnhof Sternberg (2013)

### Verkehr
Sternberg liegt an den Bundesstraßen B 104 (Schwerin–Güstrow) und B 192 (Wismar–Neubrandenburg). Die nächstgelegenen Autobahnanschlussstellen sind Schwerin-Nord an der A 14 (Wismar–Magdeburg) und Zurow an der A 20 (Lübeck–Rostock).
Sternberg verfügt über keinen Bahnanschluss. Der nächstgelegene Bahnhof ist Blankenberg (Meckl), der von den Regionalexpresslinien RE 1 (Hamburg–Rostock) und RE 4 (Lübeck–Szczecin) bedient wird. Der Bahnhof Sternberg (Meckl) lag an der Bahnstrecke Wismar–Karow. Der Personenverkehr in Richtung Karow wurde 1996, in Richtung Wismar 1998 eingestellt.
Busse der Verkehrsgesellschaft Ludwigslust-Parchim verkehren in Richtung Blankenberg und Schwerin.

### Bildung
- Grundschule „Alexander Behm“, Finkenkamp 17
- Verbundene Regionale Schule und Gymnasium, Seestraße 1a
- Förderschule, Am Berge 3

### Sport
Der FC Aufbau Sternberg trägt seine Heimspiele im Stadion am See aus. Er spielte in der Saison 2019/20 in der Kreisoberliga Westmecklenburg.

## Persönlichkeiten

### Söhne und Töchter der Stadt
- Georg Dasen (1568–1643), Mathematiker, Hochschullehrer und Rektor der Universität Rostock
- Michael Cobabus (1610–1686), Mathematiker und Theologe
- Simon Heinrich zur Lippe-Detmold (1649–1697), Landesherr der Grafschaft Lippe-Detmold
- Johann Erichson (1700–1779), Theologe und Schulmann
- Adam Reimar Christoph von Schack (1780–1852), Gutsbesitzer und Diplomat, in Groß Raden geboren
- Karl Friedrich Passow (1798–1860), Philologe und Lehrer
- Albrecht Tischbein (1803–1881), Ingenieur, Maschinen- und Schiffbauer
- Heinrich Altvater (1842–1913), Jurist, Präsident des Oberlandesgerichts
- Helene Hübener (1843–1918), Schriftstellerin
- Julius Heinrich Zimmermann (1851–1922), Musikinstrumentenhersteller und Musikverleger
- Johannes Dörwaldt (1876–1972), Ortschronist und -historiker, 1956 Ehrenbürger von Sternberg
- Alexander Behm (1880–1952), Physiker, Erfinder des Echolots
- Otto Wilhelm Beuthan (1885–1965), Widerstandskämpfer gegen den Nationalsozialismus
- Gustav Bergmann (1890–1973), Jurist, Politiker (LDPD)
- Franz-Werner Jaenke (1905–1943), Politiker (NSDAP)
- Jochen Brockmann (1919–1990), Schauspieler
- Paul-Oskar Seese (1927–2013), Maler
- Eberhard Fischer (* 1943), Politiker (SPD)

### Mit Sternberg verbundene Persönlichkeiten
- Pribislaw I. (1224–nach 1275), Herr zu Parchim-Richenberg, gründete um 1240 bis 1250 Sternberg
- Heinrich II., der Löwe (1266–1329), Fürst zu Mecklenburg, residierte und starb in Sternberg
- Faustinus Labes (Lebensdaten unbekannt), Priester, führte 1533 die Reformation in Sternberg ein
- Paschen von der Lühe (1592–1653), Kammerjunker, Gerichtspräsident in Sternberg und Klosterhauptmann, starb in Sternberg
- Lorenz Stephani (1588–1657), Rechtsgelehrter, Vizepräsident des Landgerichts in Sternberg
- David Franck (1682–1756), Historiker, Schulrektor und Pastor in Sternberg, Namensgeber des örtlichen Gymnasiums
- August Tischbein (1768–1848), Maler und Lithograph, lebte zeitweilig in Sternberg
- Carl Johann Friedrich Diederichs (1785–1838), ab 1821 Bürgermeister von Sternberg
- August Friedrich Bard (1881–1961), Pastor, lebte bis 1935 in Sternberg, schrieb 1926/27 Die Geschichte der Stadt Sternberg
- Karl-Heinz Aeberlin (1920–1992), in den 1950er Jahren Schuldirektor in Sternberg, prägte das kulturelle Leben der Stadt
- Hans Hamann (1922–1978), 1964–1974 Bürgermeister von Sternberg, Namensgeber der Freiwilligen Feuerwehr